# Confédération sénégalaise du scoutisme
La Confédération sénégalaise du scoutisme est la fédération nationale qui regroupe les organisations scoutes du Sénégal.

## Histoire
Elle a été créée en 1930 et s'est affiliée à l'Organisation mondiale du mouvement scout en 1963.

## Organisation
La Confédération est mixte. Elle comprenait 26 361 membres en 2004.
Elle regroupe deux associations, l'Association des Scouts et Guides du Sénégal et les Éclaireurs du Sénégal. Toutes deux accueillent garçons et filles, de toutes religions.
Des formations communes sont parfois organisées pour les responsables.
Une antenne du Bureau mondial du scoutisme se trouve à Dakar.
En 1971, Albert A. N'Diaye a reçu le Loup de bronze, la distinction de l'Organisation mondiale du mouvement scout décernée pour des services exceptionnels rendus au monde du scoutisme.
Au niveau du Sénégal existe aussi un mouvement appelé l'association des scouts et guides musulmans du Sénégal, créé en 1982, dont la base se trouve à Ouakam dans l'école el Hadji Mamadou Ndiaye où se tiennent leurs réunions chaque samedi pour ainsi dresser leur programme et en profiter pour enseigner aux jeunes scouts et guides répartis en trois branches, la meute, la troupe et la route, les bases du mouvement scout, de même que la religion musulmane.

## Activités
De nombreuses activités sont liées aux échanges internationaux, à des projets de développement rural, notamment dans le domaine de la santé (alimentation et vaccination des enfants), du reboisement, de la construction et de la revalorisation d'écoles. 

## Sections par tranches d'âge
- Jiwu Wi : 6 à 11 ans
- Lawtan Wi : 12 à 14 ans
- Toor-Toor Wi : 15 à 18 ans
- Meneef Mi : 18 à 35 ans

## Devise scoute
La devise scoute de la confédération congolaise est :
```
 Disponibilité - Obéissance - Toujours prêt à servir
```

## Promesse scoute
« Devant tous avec la grâce de Dieu, 
je m'engage sur mon honneur, 
à servir de toutes mes forces, Dieu, l'Église et ma patrie, 
à aider mon prochain à tous moments et à obéir la Loi Scoute ».

## Loi scoute
- Le Scout dit toujours la vérité, il tient ses promesses
- Le Scout est loyal envers son pays, ses parents, ses chefs et ses subordonnés
- Le Scout est fait pour servir et sauver son prochain
- Le Scout est hospitalier, il est le frère de tous
- Le Scout est poli et protège les faibles
- Le Scout voit dans la nature l'œuvre de Dieu, il aime les plantes et les animaux
- Le Scout sait obéir et ne fait rien à moitié
- Le Scout est maître de soi, il sourit et chante dans ses difficultés
- Le Scout est économe et prend soin du bien d'autrui
- Le Scout est propre, il est pur dans ses pensées, ses paroles et ses actes